# Ha Chang-rae
Đây là một tên người Triều Tiên, họ là Ha.
Ha Chang-rae (tiếng Hàn: 하창래; sinh ngày 16 tháng 10 năm 1994) là một cầu thủ bóng đá Hàn Quốc thi đấu ở vị trí hậu vệ cho Pohang Steelers.

## Sự nghiệp
Ha ký hợp đồng với Incheon United vào tháng 1 năm 2017.